# 코노기 요시루
코노기 요시루(此ノ木 よしる)는 일본의 여성 만화가이다. 가나가와현에 거주하고 있다. 동인 서클 「아이치코」에서 동인 활동도 하고 있다.

## 작품
- 코믹☆스튜디오 (2010년 - 2012년, 월간 영 매거진, 전 4권)
- 변녀 ~이상한 여고생 아마구리 센코~ (2012년 - 연재 중, 영 애니멀 아일랜드→영 애니멀 이노센트・영 애니멀 (2015년부터 동시 연재), 전 2권)
- SE (2013년 - 2015년, 영 애니멀, 전 4권)